# Tjeldsund
68°33′20″N 16°21′3″Ø / 68.55556°N 16.35083°Ø
Tjeldsund er en kommune (i Troms-området) i Troms og Finnmark fylke i Norge. Den lå tidligere i den nordlige del af Nordland fylke men blev ved Regionsreformen i Norge i 2020 flyttet til det nye fylke Troms og Finnmark i forbindelse med at Skånland blev lagt sammen med Tjeldsund.
Administrationscentrum for Tjeldsund var tidligere Hol, men efter kommunesammenlægningen blev centrum lagt til Evenskjer, det tidligere centrum for Skånland kommune. 

## Geografi
Kommunen ligger ved Tjeldsundet og er geografisk delt i tre dele:
1. På den sydøstlige del af Hinnøya, hvor den i nord grænser til Harstad kommune i Troms og i syd til Lødingen kommune.
2. Omfatter hele Tjeldøya.
3. Den største del i øst på fastlandet som for det meste består af tidligere Skånland kommune og i tillæg til Harstad grænser til Ibestad, Gratangen, Narvik og Evenes.

I Tjeldsund ligger landsbyerne Kongsvik, Sæter, Fjelldal og Ramsund.
Tjeldsund bro forbinder de dele af kommunen som ligger på fastlandet og på Hinnøya. Der er bådforbindelse fra Hov ved Hol på Tjeldøya og Smiberget ved Sæter på Hinnøysiden.

## Erhvervsliv
Tjeldsund har tre store offentlige arbejdspladser; Ramsund orlogsstation, Tjeldsund kommune og Norges brandskole. Der findes også en del småindustri, landbrug, fiskeri, mm.